# NBA All-Star Game 1955
Le NBA All-Star Game 1955 s’est déroulé le 18 janvier 1955 au Madison Square Garden de New York. Les All-Star de l’Est ont battu les All-Star de l’Ouest 100 à 91. Bill Sharman (Celtics de Boston) a été élu MVP.

## Effectif All-Star de l’Est
- Bob Cousy (Celtics de Boston)
- Carl Braun (Knicks de New York)
- Dolph Schayes (Syracuse Nationals)
- Ed Macauley (Celtics de Boston)
- Dick McGuire (Knicks de New York)
- Paul Arizin (Warriors de Philadelphie)
- Neil Johnston (Warriors de Philadelphie)
- Bill Sharman (Celtics de Boston)
- Harry Gallatin (Knicks de New York)
- Paul Seymour (Syracuse Nationals)

## Effectif All-Star de l’Ouest
- Bob Pettit (Milwaukee Hawks)
- Arnie Risen (Rochester Royals)
- Jim Pollard (Minneapolis Lakers)
- Vern Mikkelsen (Minneapolis Lakers)
- Larry Foust (Fort Wayne Pistons)
- Bobby Wanzer (Rochester Royals)
- Andy Phillip (Fort Wayne Pistons)
- Slater Martin (Minneapolis Lakers)
- George Yardley (Fort Wayne Pistons)
- Jack Coleman (Rochester Royals)
- Frank Selvy (Milwaukee Hawks)